# 朱同䥸
鎮平端裕王朱同䥸（1465年—1505年），明朝周藩第三代鎮平王，鎮平榮莊王朱子堠的庶長子。

## 生平
朱同䥸初封鎮國將軍。成化二十一年（1485年）八月，襲封鎮平王。弘治六年（1493年），獲賜《孝順事實》《為善陰隲》《四書》各一部。
弘治十八年（1505年），朱同䥸去世，享年四十一歲，諡號端裕。六年後，庶次子鎮國將軍朱安泭襲爵。

## 家庭

### 妻
- 劉氏，初冊為鎮國將軍夫人，成化二十一年（1485年）冊為鎮平王妃[1]

### 子
- 庶長子：朱安瀛[5]
- 庶次子：鎮國將軍→鎮平昭順王朱安泭[4]
- 庶三子：鎮國將軍朱安澮[6]
- 庶四子：鎮國將軍朱安[7]